# Neusiedl am See
Neusiedl am See (česky Nezider, maďarsky Nezsider, chorvatsky Niuzal) je město v rakouské spolkové zemi Burgenland. Leží na severním okraji Neziderského jezera. Žije zde přibližně 8 200 obyvatel.

## Dějiny a etymologie názvu
Původně zde byla osada „Sumbotheil“ (německy Samstagmarkt - doslova Sobotní trh), o níž pochází první zmínka z roku 1209. Pravděpodobně roku 1241  byla zničena Mongoly, ale okolo roku 1282 byla nově postavena, osídlena a nazvána „Niusidel“ (česky Nové sídlo). Roku 1517 byl Neusiedl povýšen na městys. Roku 1645 zde mor zahubil 544 obyvatel. Během druhého tureckého obléhání Vídně roku 1683 zde Turci vypálili nebo zničili podstatnou část domů a roku 1708 zde Kuruci dobyli a zničili středověký hrad Tabor a místní trh. Roku 1824 Neusiedl am See marně žádal o povýšení na město.
Jako celý Burgenland náležel Neusiedl do roku 1920 k Uhersku (Německé západní Uhersko). Po skončení první světové války bylo po tuhých jednáních Německé západní Uhersko roku 1919 Rakousku přislíbeno v Saint-germainské a Trianonské mírové smlouvě. Od roku 1921 náleží Neusiedl k nově vzniklé spolkové zemi Burgenlandu. 10. dubna 1926 byl Neusiedl am See povýšen na město.